# Schock (álbum)
Schock é o sexto álbum de estúdio da banda alemã de Metal Industrial, Eisbrecher, foi lançado no dia 23 de janeiro de 2015 na Europa e dia 27 de Janeiro nos EUA. O álbum tem mais três edições além da normal, tem a Deluxe, a americana, que tem a capa vermelha e a "Schock Box" que contém o álbum em versão digipack, um vinil, uma foto autografada, um pôster e um ursinho de pelúcia que é o mascote da capa do álbum.
No dia 11 de abril a banda alcançou a marca de 100.000 cópias vendidas e ganhou ouro.
| Críticas profissionais                                                      | Críticas profissionais |
| Avaliações da crítica                                                       | Avaliações da crítica  |
| Fonte                                                                       | Avaliação              |
| --------------------------------------------------------------------------- | ---------------------- |
| Cryptic Rock                                                                | [ 1 ]                  |
| Bleeding4Metal                                                              | [ 2 ]                  |
| Esta tabela precisa de ser acompanhada por texto em prosa. Consulte o guia. |                        |

## Lista de Faixas
| N.º            | Título                    | Duração |  |
| 1.             | "Volle Kraft Voraus"      | 3:16    |  |
| 2.             | "1000 Narben"             | 3:54    |  |
| 3.             | "Schock"                  | 3:48    |  |
| 4.             | "Zwischen uns"            | 3:38    |  |
| 5.             | "Rot wie die Liebe"       | 3:50    |  |
| 6.             | "Himmel, Arsch und Zwirn" | 4:17    |  |
| 7.             | "Schlachtbank"            | 3:06    |  |
| 8.             | "Dreizehn"                | 3:28    |  |
| 9.             | "Unschuldsengel"          | 3:52    |  |
| 10.            | "Nachtfieber"             | 3:10    |  |
| 11.            | "Noch zu retten"          | 4:38    |  |
| 12.            | "Fehler machen Leute"     | 3:43    |  |
| 13.            | "Der Flieger"             | 3:29    |  |
| 14.            | "So oder so"              | 4:11    |  |
| Duração total: | Duração total:            | 52:30   |  |

## Faixas da Schock Box
| N.º | Título                                                 | Duração |  |
| 15. | "Das steht dir gut" (Cover de Rheingold)               | 3:55    |  |
| 16. | "Süsswasserfisch" (Download digital por código no box) | 3:06    |  |

## Posição nas paradas
| Paradas  | Posição        |
| -------- | -------------- |
| Alemanha | 2 (33 semanas) |
| Áustria  | 11 (3 semanas) |
| Suíça    | 16 (3 semanas) |

## Schock Tour
A Schock Tour começou no dia 27 de Fevereiro de 2015 e conta com 18 Shows passando pela Alemanha, Suíça, Austria, Finlândia e Rússia, Para abrir os shows, a banda Maerzfeld foi convidada
| Data                    | Local             | Cidade          | País      |
| ----------------------- | ----------------- | --------------- | --------- |
| 27 de Fevereiro de 2015 | Werk 2            | Leipzig         | Alemanha  |
| 28 de Fevereiro de 2015 | Columbiahalle     | Berlim          | Alemanha  |
| 05 de Março de 2015     | Garage            | Saarbrücken     | Alemanha  |
| 06 de Março de 2015     | Z7                | Pratteln        | Suíça     |
| 07 de Março de 2015     | Liederhalle       | Stuttgart       | Alemanha  |
| 11 de Março de 2015     | Docks             | Hamburgo        | Alemanha  |
| 12 de Março de 2015     | Aladin            | Bremen          | Alemanha  |
| 13 de Março de 2015     | Ringlokschuppen   | Bielefeld       | Alemanha  |
| 14 de Março de 2015     | Turbinenhalle     | Oberhausen      | Alemanha  |
| 15 de Março de 2015     | Batschkapp        | Frankfurt       | Alemanha  |
| 17 de Março de 2015     | Arena             | Viena           | Áustria   |
| 18 de Março de 2015     | Löwensaal         | Nürnberg        | Alemanha  |
| 19 de Março de 2015     | Stadtgarten       | Erfurt          | Alemanha  |
| 20 de Março de 2015     | Alter Schlachthof | Dresden         | Alemanha  |
| 21 de Março de 2015     | Zenith            | Munique         | Alemanha  |
| 02 de Abril de 2015     | Tavastia Club (*) | Helsinque       | Finlândia |
| 03 de Abril de 2015     | GlavClub (*)      | São Petersburgo | Rússia    |
| 05 de Abril de 2015     | Volta Club (*)    | Moscou          | Rússia    |

(*): Sem o Maerzfeld
Predefinição:Eisbrecher
1. ↑  Avaliação no Cryptic Rock
2. ↑  Avaliação no Bleeding4Metal
3. ↑  . Musicline.de - German Charts. Página visitada em 02 de Março de 2015.
4. ↑  . Austriancharts.at - Austrian Charts. Página visitada em 02 de Março de 2015.
5. ↑  . Hitparade.ch - Swiss Charts. Página visitada em 02 de Março de 2015.